# Кох, Купер
Купер Джозеф Кох (англ. Cooper Joseph Koch, род. 16 июля 1996, Лос-Анджелес, Калифорния) — американский актёр. Наиболее известен по роли Эрика Менендеса в сериале-антологии Netflix «Монстры: История Лайла и Эрика Менендес» (2024), за которую получил номинацию на «Золотой глобус» (2025).

## Ранняя жизнь и образование
Купер Кох родился 16 июля 1996 года в Вудленд-Хиллз, Лос-Анджелес, Калифорния. Его отец, Билли Кох, – еврей из Восточной Европы; он является основателем и управляющим партнёром конноспортивного клуба «Little Red Feather» и ранее работал в киноиндустрии в отделе визуальных эффектов. Его мать, Кэти Кэлер, – персональный тренер знаменитостей и писатель. Его дед – кинопродюсер Хоук Кох, а прадед - кинопродюсер и режиссер Говард У. Кох. У него есть брат-близнец Пэйтон Кох, который работает редактором фильмов, и второй брат по имени Уокер, который занимается музыкой.
Кох посещал среднюю школу Калабасаса, где участвовал в театральных постановках и работал в различных сценических адаптациях, таких как «Вестсайдская история» и «Сон в летнюю ночь». В мае 2018 года он получил степень бакалавра изящных искусств по актерскому мастерству в Университете Пейс.

## Карьера
Купер Кох дебютировал на экране, сыграв второстепенную роль в фильме 2007 года «Перелом», продюсером которого был его дед, Хоук Кох. В 2010 году он снялся в клипе Майли Сайрус на песню «Ordinary Girl» (исполнив роль её героини Ханны Монтаны). С 2017 по 2021 год Кох снимался в основном в короткометражных фильмах. У него была гостевая роль в эпизоде «Сорок свечей» комедийного сериала «West 40s» в 2018 году и он снялся в пилотном эпизоде для отмененного в 2019 году драматического сериала «Меньше нуля» канала Hulu. Позже он появился в фильме «Рождественская свадьба в Нью-Йорке» в 2020 году, сыграв Азраила Габисона, ангела-хранителя, который показывает женщине альтернативную версию её жизни. Он также появился в двух эпизодах криминального драматического сериала «Власть в ночном городе. Книга вторая: Призрак».
В 2022 году Кох снялся в боди-хорроре Картера Смита «Проглоченное». Он сыграл Бенджамина, начинающего порноактера-гея, который вынужден заниматься контрабандой наркотиков, глотая их. В том же году он появился в слэшер-фильме «Они/их» компании Blumhouse Productions, сыграв Стью, закрытого спортсмена-гея, который посещает лагерь конверсионной терапии для ЛГБТК.
Кох впервые прошел прослушивание на роль осужденного убийцы Эрика Менендеса в мини-сериале NBC «Закон и порядок: Настоящие преступления: Убийцы Менендес» и телефильме Lifetime «Менендес: Кровавые братья», оба 2017 года. В 2024 году он получил роль в «Монстры: История Лайла и Эрика Менендес», втором сезоне криминального сериала-антологии Netflix «Монстры». Его игра получила одобрение критиков, особенно в пятом эпизоде «The Hurt Man», который представляет собой 30-минутный дубль Эрика, подробно рассказывающего о сексуальном насилии, которому он подвергался со стороны отца. Критики отметили его роль как одну из самых ярких в сезоне, а также он получил похвалу самого Эрика Менендеса. Это принесло ему номинацию на премию «Золотой глобус» в категории «Лучшая мужская роль в мини-сериале или телефильме».
В октябре 2024 года Кох подписал контракт с United Talent Agency. В ноябре он снялся в короткометражном фильме «Единение» в рамках кампании модного дома Yves Saint Laurent. Помимо актёрской деятельности, он также снимался в качестве модели для различных модных брендов, включая Gap, Skechers и Patagonia. Ранее у него был подписан контракт с агентством Wilhelmina Models.

## Личная жизнь
Кох — открытый гей и признался, что он боролся для того, чтобы получить роли из-за своей ориентации и «гейского голоса». По состоянию на декабрь 2024 года он состоит в отношениях с кинорежиссером Стюартом МакКлейвом.

## Фильмография
| Год  |   | Русское название                        | Оригинальное название                      | Роль                |
| ---- | - | --------------------------------------- | ------------------------------------------ | ------------------- |
| 2007 | ф | Перелом                                 | Fracture                                   | Ребенок             |
| 2018 | с | -                                       | West 40s                                   | Мальчик в поезде    |
| 2020 | ф | Меньше нуля                             | Less Than Zero                             | Джулиан             |
| 2020 | ф | Рождественская свадьба в Нью-Йорке      | A New York Christmas Wedding               | Азраэль Габисон     |
| 2020 | с | Власть Книга II: Призрак                | Power Book II: Ghost                       | Мальчик в поезде    |
| 2022 | ф | Они/Их                                  | They/Them                                  | Стюарт Смит Уильямс |
| 2022 | ф | Проглотил                               | Swallowed                                  | Бенджамин           |
| 2024 | с | Монстры: История Лайла и Эрика Менендес | Monsters: The Lyle and Erik Menendez Story | Эрик Менендес       |

## Награды и номинации
| Награда                             | Год  | Категория                                          | Работа                                  | Результат | Ист.   |
| ----------------------------------- | ---- | -------------------------------------------------- | --------------------------------------- | --------- | ------ |
| Премия «Золотой глобус»             | 2025 | Лучшая мужская роль в мини-сериале или телефильме  | Монстры: История Лайла и Эрика Менендес | Номинация | [ 41 ] |
| GQ Men of the Year Awards           | 2024 | Международный актёр года                           | Монстры: История Лайла и Эрика Менендес | Победа    | [ 42 ] |
| The Daily Californian's Arts Awards | 2024 | Лучший актёр в драматическом сериале — телевидение | Монстры: История Лайла и Эрика Менендес | Победа    | [ 43 ] |